# Autosan A0808T Gemini
Autosan A0808T Gemini – autobus klasy mini, w wersji międzymiastowej i turystycznej, produkowany od 2004 roku w Sanoku przez firmę Autosan.

## Historia modelu
Prace nad modelem Gemini rozpoczęły się w 2002 roku, w którym prawdopodobnie powstał pierwszy prototyp. Założono przy nich m.in., że podwozie tego modelu ma być wielofunkcyjne, z możliwością zastosowania w projektowanym równocześnie modelu niskowejściowym Autosan A0808MN Koliber. Autosan A0808T Gemini zadebiutował w dniu 7 maja 2003 roku na terenie warszawskiej siedziby Grupy Zasada i firmy Polskie Autobusy przy ul. Omulewskiej. Opracowano dwie wersje, Autosan A0808T.01.01 Gemini (Standard) dla komunikacji międzymiastowej (zwany czasem Autosan A0808T Gemini II) oraz Autosan A0808T.01.03 Gemini (Lux) dla turystycznej.

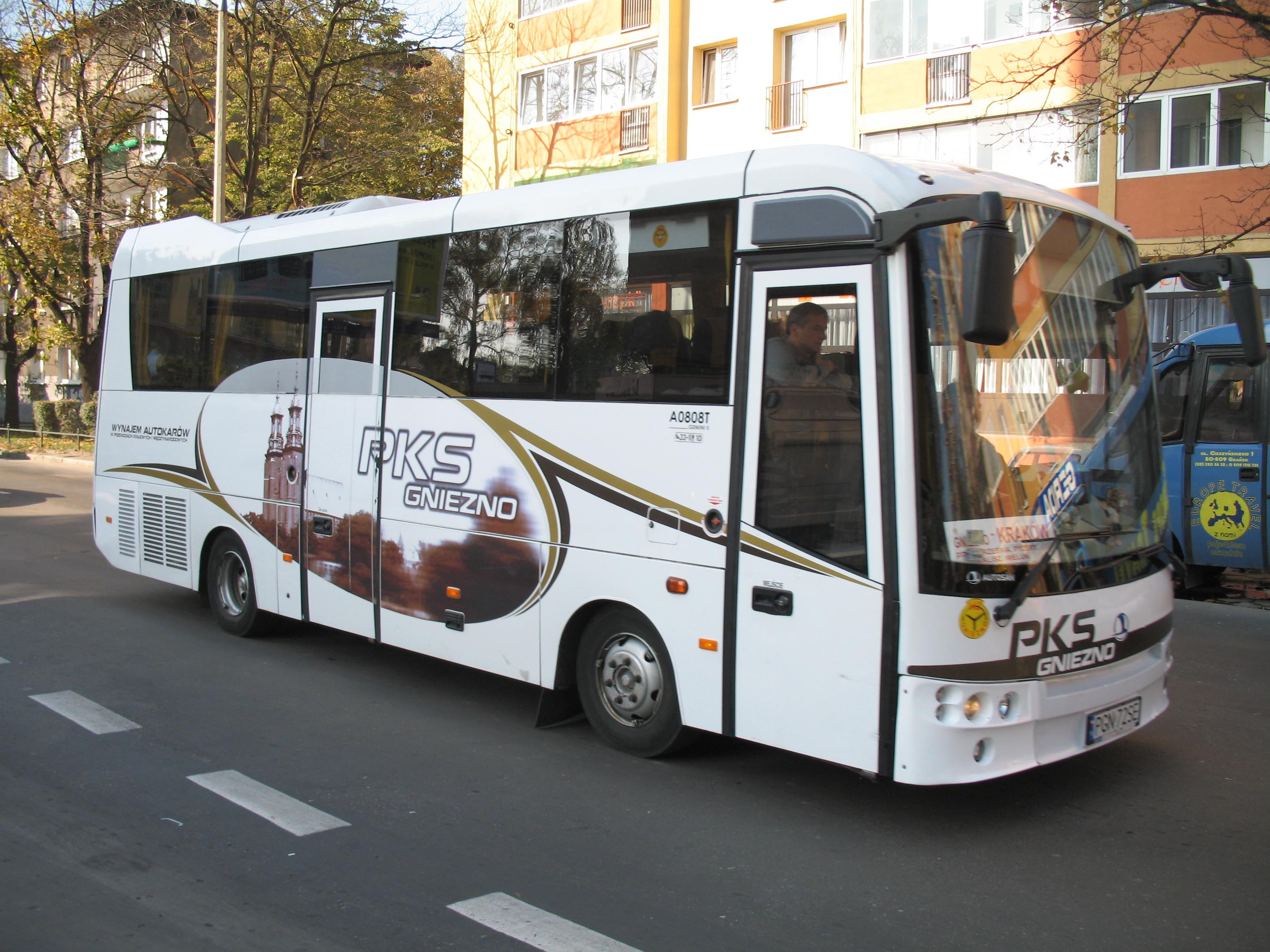
Autosan A0808T Gemini z PPKS Gniezno (z 2004)

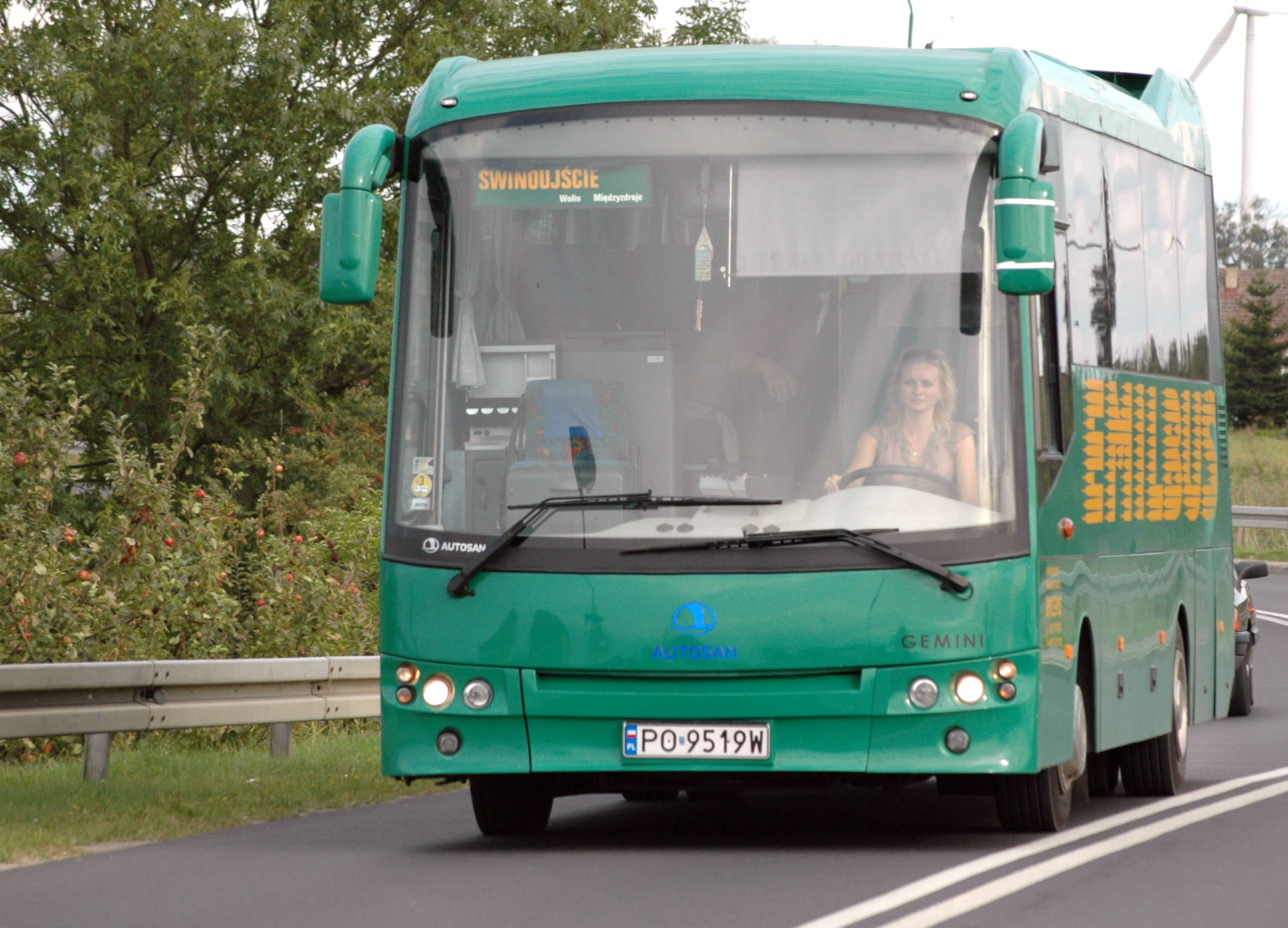
Autobus firmy Emilbus ze Świnoujścia

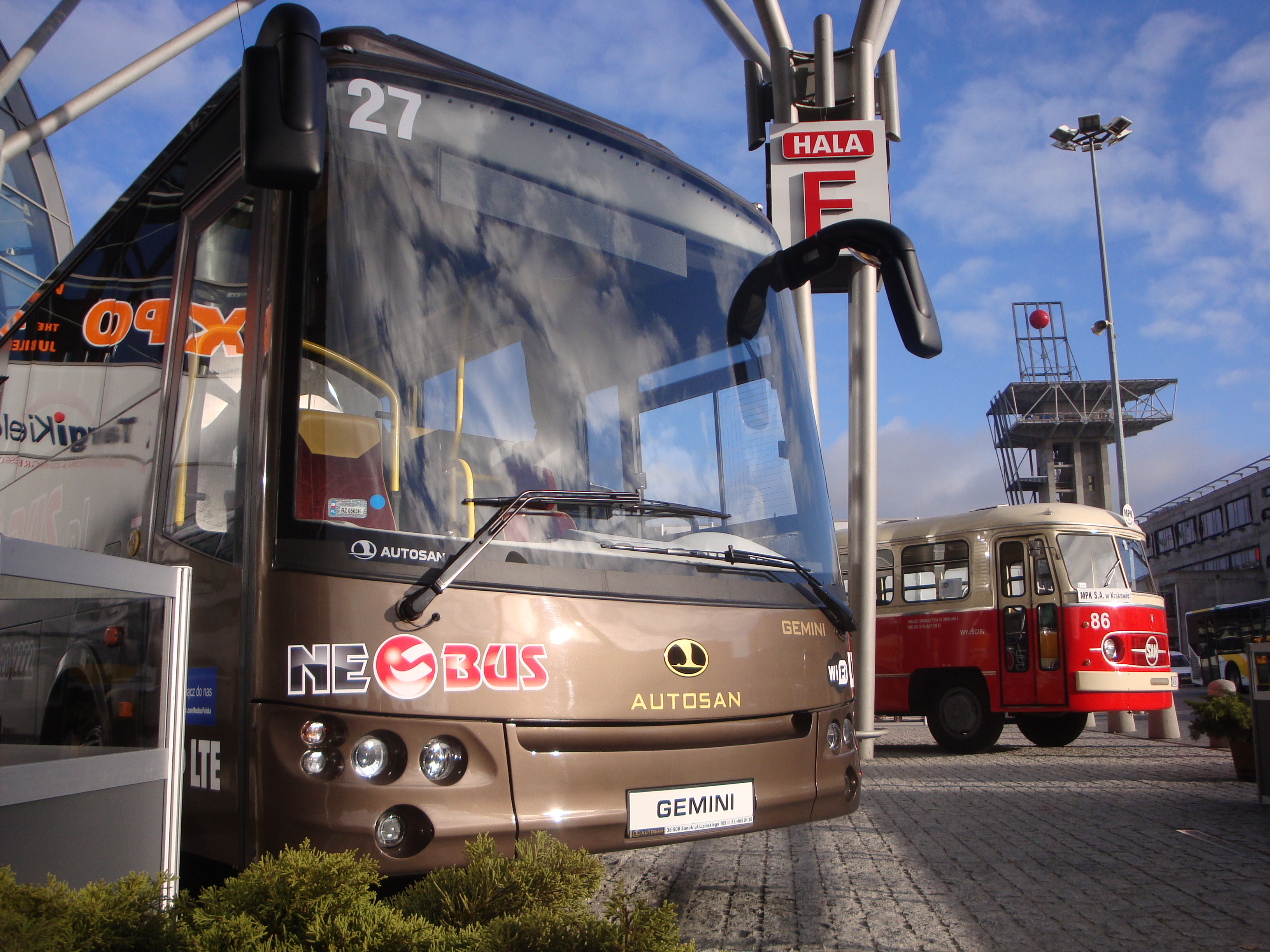
Autosan A0808T Gemini z 2012 roku w malowaniu Neobus na targach Transexpo 2012 Kielce.

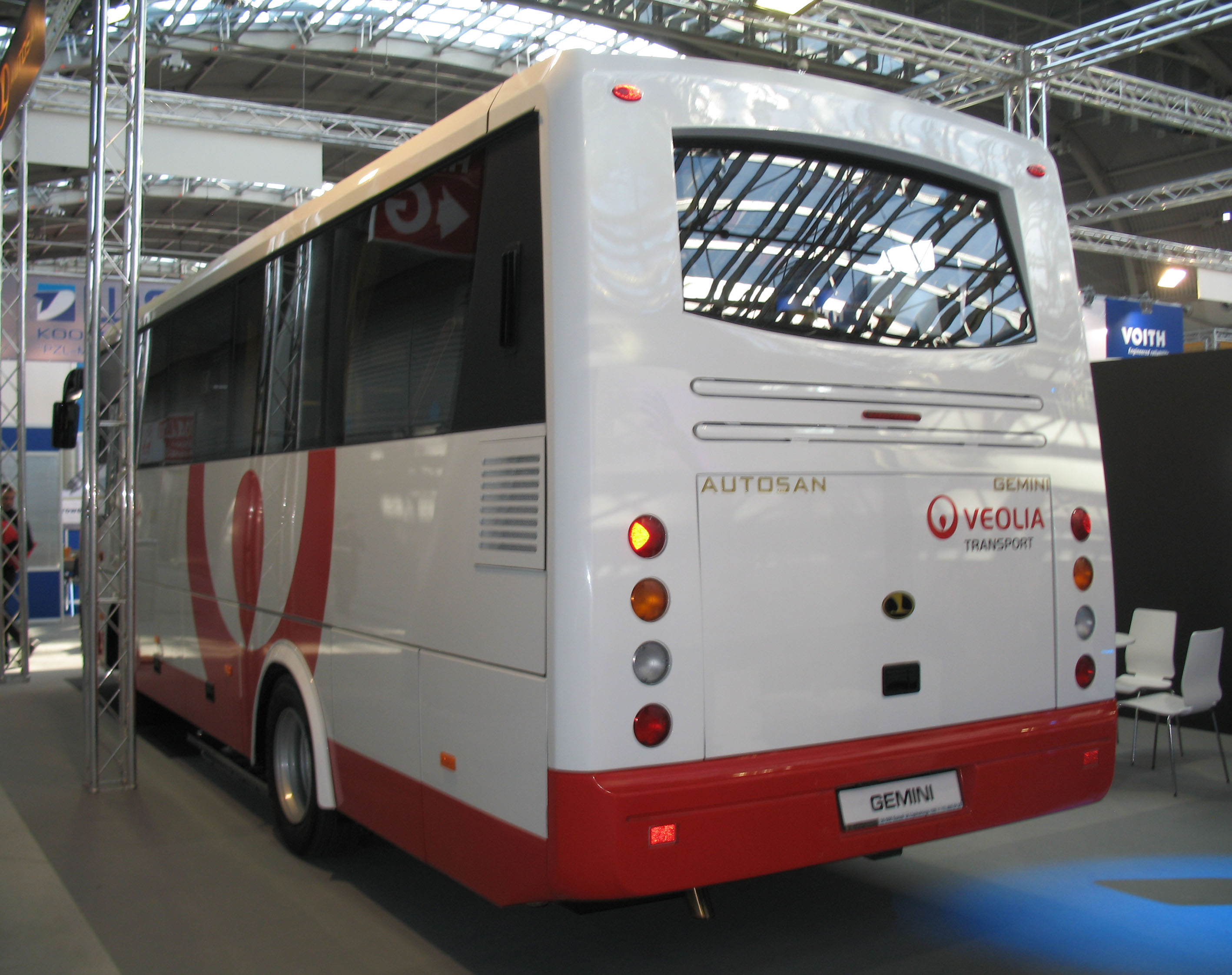
Tył autobusu

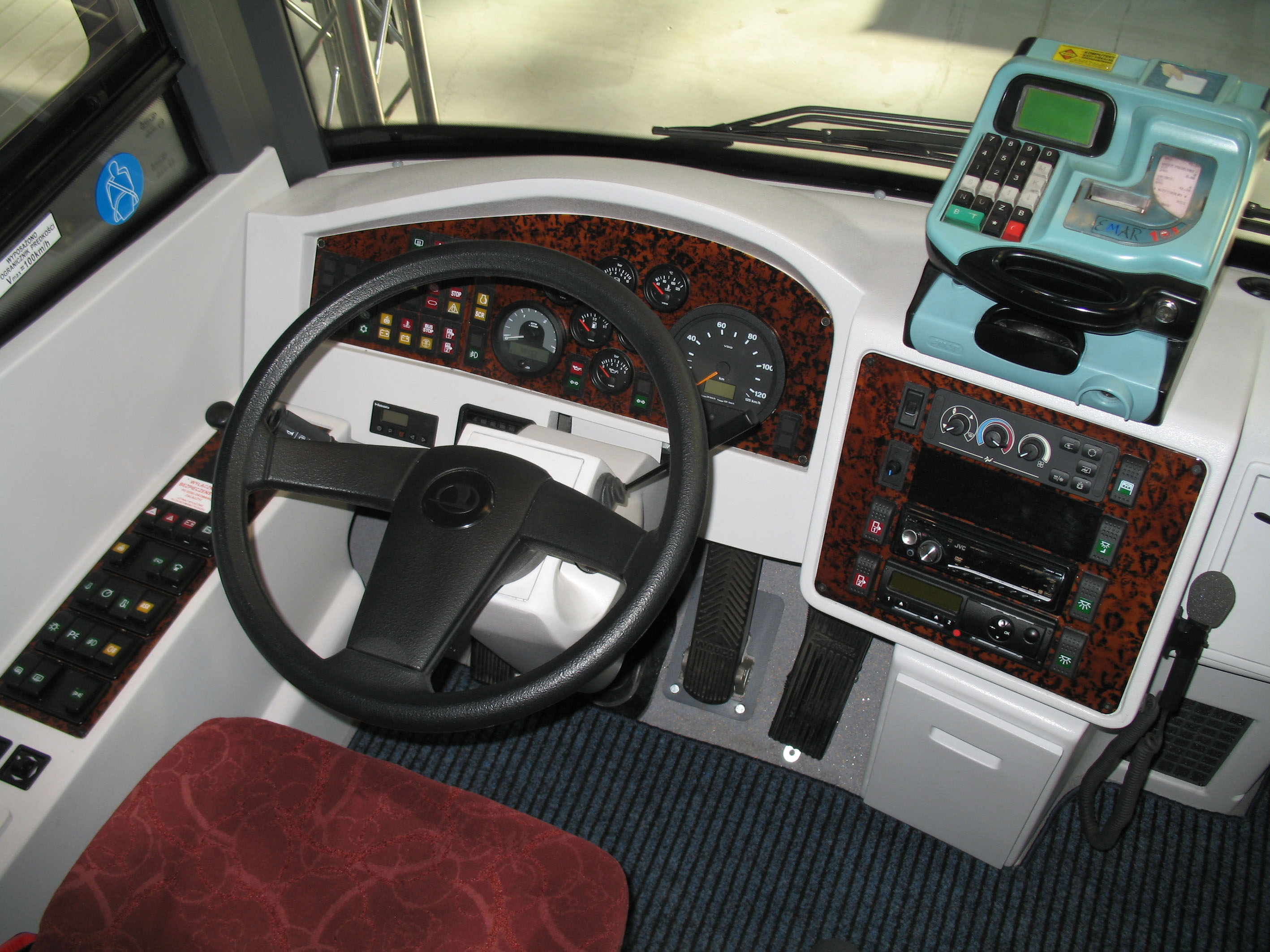
Deska rozdzielcza

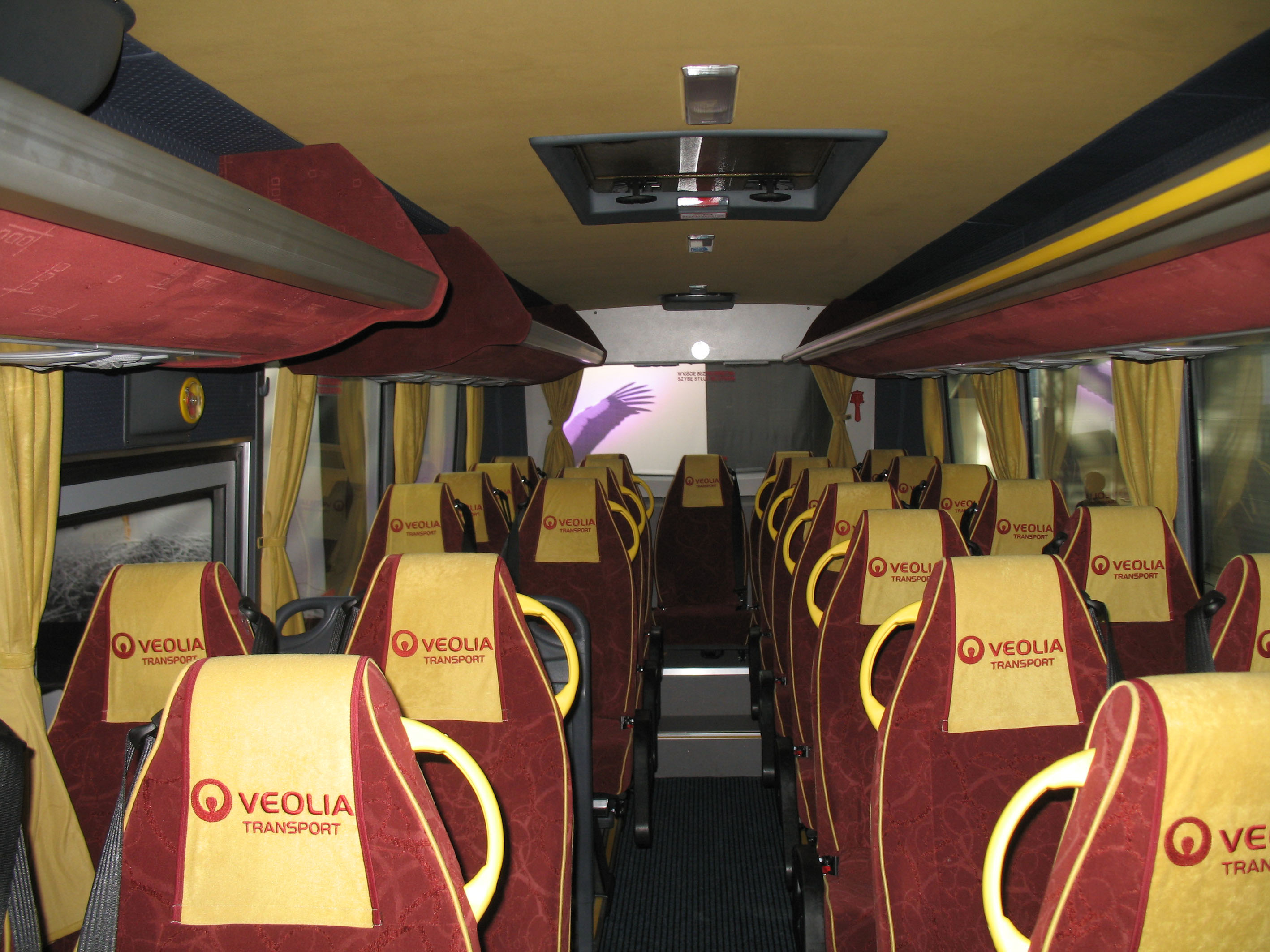
Wnętrze

W obu wersjach zastosowano 4-cylindrowy silnik Cummins ISBe 170 30 o mocy maksymalnej 125 kW (170 KM) przy 2500 obr./min. i pojemności 3890 lub 3922 cm³, spełniający wymagania normy emisji spalin Euro 3. Współpracuje on z sześciobiegową manualną skrzynią biegów ZF 6S-890. Konstrukcję autobusu stanowi podłużnicowo-kratownicowa rama, połączona ze stalowym szkieletem nadwozia. Poszycie boczne, wykonane jest z blachy nierdzewnej, a ścianę czołową z tworzyw sztucznych wklejono do szkieletu. Drzwi oraz klapy bagażników wykonane zostały z aluminium. Wszystkie szyby są wklejane do nadwozia. Pod podłogą znajduje się luk bagażowy o pojemności 3 m³, zaś we wnętrzu dodatkowo zamontowano półki podsufitowe na bagaż. Pojemność bagażowa może zostać zwiększona dzięki fabrycznie montowanemu hakowi do holowania przyczepy. Sztywne osie, produkcji FON Radomsko, zawieszone zostały na miechach powietrznych i amortyzatorach teleskopowych. W układzie jezdnym zastosowano hamulce tarczowe firmy Wabco z systemami ABS i ASR. W opcji oferowane są system centralnego smarowania i zwalniacz elektryczny (retarder) firmy Telma typu FV-61.40.
Autosan Gemini w stosunku do dotychczas oferowanych modeli otrzymał całkowicie zmienioną stylistykę nadwozia. Wyróżnikami są potężna i nisko zachodząca szyba przednia, projektorowe reflektory, masywna ściana tylna, wyposażona w okrągłe światła w układzie pionowym oraz podwyższenie w tylnej części dachu, służące do montażu klimatyzatora. Do wnętrza prowadzą dwie pary pojedynczych, sterowanych pneumatycznie drzwi, w układzie 1-1-0. W wersji dostosowanej do przewozu osób niepełnosprawnych, która wyposażona jest w windę dla wózków inwalidzkich, drugie drzwi otwierane są ręcznie.
Gemini w międzymiastowej wersji Standard wyposażony jest w sufit i ściany boczne pokryte płytami laminowanymi, podłogę pokrytą wykładziną antypoślizgową PVC, wysokie sztywne fotele pozbawione możliwości regulacji (w opcji fotele z tworzywa, pokryte tkaniną). W tej wersji, w zależności od kompletacji, autobus pomieścić może ogółem do 43 osób, w tym 33 na miejscach siedzących. Dodatkowo może być zamontowany fotel dla pilota. Fotele pasażerów początkowo dostarczała poznańska firma Kiel, zaś fotel kierowcy czeska firma Karosa. Wyposażenie dodatkowe obejmowało zwalniacz, układ centralnego smarowania, zestaw audio-video oraz mały automat do napojów.
Bardziej komfortową wersję Lux wyposażono w ściany boczne oraz sufit wyłożone tkaniną dywanową oraz 29 wysokich uchylnych foteli, wyposażonych w pasy bezpieczeństwa i fotel dla pilota. Wyposażenie dodatkowe objęło, oprócz opcji dla wersji Standard, również pełnowartościowy automat do napojów, mini-bar, lodówkę, klimatyzator przestrzeni pasażerskiej, szyby termoizolacyjne oraz dodatkowe wyposażenie foteli (stolik, siateczkę i podnóżek).
Podana liczba miejsc dla pasażerów obu wersji może się nieco różnić, w zależności od wyposażenia autobusu.
Po modernizacji z drugiej połowy 2006 roku autobusie tym montowany był silnik Cummins ISBe4 185 30 spełniający normę Euro 4 i osiągający moc maksymalną 136 KW (185 KM). Początkowo stosowano go w modelach eksportowanych do Szwecji, a od 2007 roku także na rynku polskim. „Gemini” wyposażony w tę jednostkę przeszedł lekki retusz stylistyczny nadwozia. Zmiany objęły kształt obudowy przednich reflektorów i zderzaka. Przeniesiono miejsce montażu klimatyzatora z tylnej części dachu nad przednią oś, co pozwoliło na korzystne rozłożenie sił ciężkości pomiędzy obie osie i nadało pojazdowi bardziej dynamiczną sylwetkę. W seryjnym wyposażeniu zastosowano most napędowy Meritor, zamiast dotychczasowego FON Radomsko. W opcji zaczęto oferować szkielet nadwozia wykonany z nierdzewnej stali chromoniklowej oraz automatyczną 6-biegową przekładnię Allison T280R. Od 2009 roku do napędu modelu Gemini stosowane są jednostki napędowe Cummins ISB4.5E5 207 Euro 5 oraz jego odmiana spełniająca wymagania normy EEV typu Cummins ISB4.5EV 207. Obydwa silniki osiągają moc maksymalną 152 kW (207 KM).
Firma Polskie Autobusy podpisała w 2005 roku umowę na dostawę do Szwecji docelowo 47 sztuk autobusów Autosan A0808T Gemini Lux w ciągu dwóch lat. Mimo iż popyt okazał się niższy od pierwotnych szacunków, sprzedaż stopniowo wzrastała osiągając w kolejnych latach: 2005 – 6 szt., 2006 – 6 szt., 2007 – 16 sztuk. Część dostarczonych egzemplarzy używanych jest do przewozu dzieci do szkół. Posiadają one m.in. szkielet ze stali nierdzewnej, układ klimatyzacyjny, szyby termoizolacyjne oraz możliwość przewozu osób niepełnosprawnych w centralnej części pojazdu, po demontażu 2 rzędów siedzeń.
Po wprowadzeniu do produkcji model Gemini cieszył się początkowo dużym zainteresowaniem krajowych odbiorców. W 2004 roku sprzedano 32 sztuki. W następnych latach sprzedaż krajowa znacznie spadła, prawdopodobnie do poziomu kilku sztuk rocznie. Być może częściowo przyczynił się do tego udany mniejszy model Autosan H7-10MB Solina wprowadzony w 2006 roku. Pod koniec 2010 roku z nazwy handlowej usunięte zostało kodowe oznaczenie „A0808T”. Od tego momentu model ten nosi nazwę Autosan Gemini.
Podwozie autobusu Autosan Gemini zastosowano w niskowejściowym modelu Jelcz M083C Libero, a następnie jego następcy Autosanie A0808MN Sancity.

## Autosan Gemini w Polsce
Autobusy Autosan Gemini są obecnie eksploatowane przez następujące przedsiębiorstwa:
| Miasto  | Użytkownik/Odbiorca          | Rok produkcji | Liczba |
| ------- | ---------------------------- | ------------- | ------ |
| Jarocin | Jarocińskie Linie Autobusowe | 2011          | 6      |
| Toruń   | Veolia                       | 2010          | 3      |
| Łuków   | PKS Łuków                    | 2013          | 1      |
| Suma    | Suma                         | Suma          | 10     |